# フェンダーポール

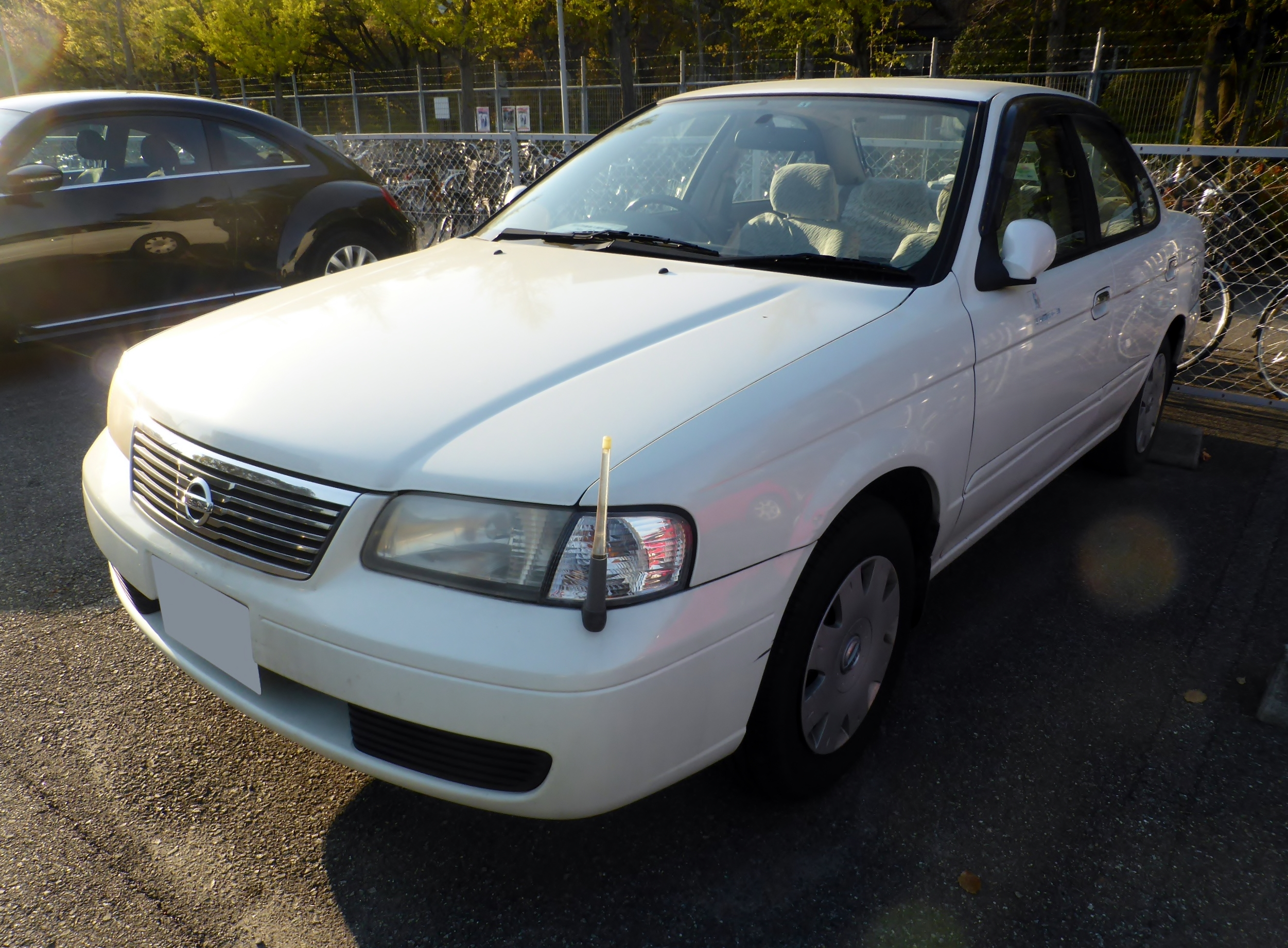
フェンダーポール装着車（日産・サニー）

フェンダーポールは、自動車の車体部品のひとつ。
助手席側のフロントバンパーやフロントフェンダーの隅に装備される。運転に不慣れな運転者が、車幅や停止線および駐車での距離に対する感覚を補助するのが主な目的である。その目的から「下手くそポール」と揶揄されることがある。
製造および販売時から取り付けられている車種もあれば、車両本体価格を下げるためにあえて付けられていない車種もあり、その場合は納車後にあらためて購入して取り付けることになる。
金属棒のものが一般的であるが、運転席のスイッチによって電動で伸縮する格納式や、暗い場所での被視認性を高めるため先端にイルミネーションが仕込まれているものもある。